# 뮌헨 국제 학교
뮌헨 국제 학교(Munich International School)는 독일 바이에른 주 오버바이에른 현 뮌헨의 사립 12년제 국제 초중고등학교이다.

## 교내 연혁과 역사
1966년 서독의 중심도시였던 뮌헨에서 첫 개교되어 그 이후 현재에 이르고 있는 그야말로 유럽 국가에서 제법 이름 있는 국제 학교라 알려져 있다.